# Max Gangl

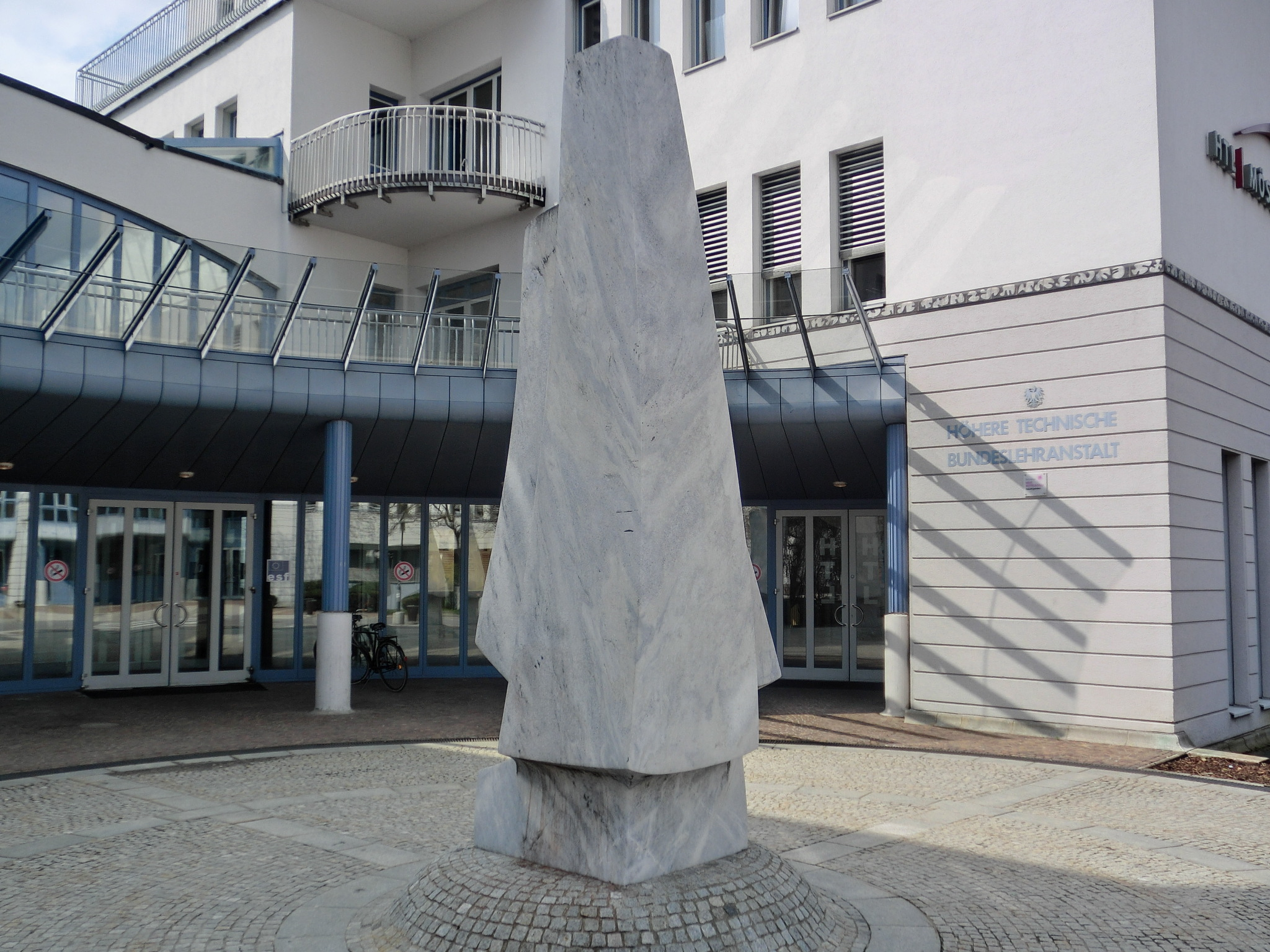
Skulptur von Max Gangl, Bundesschulzentrum Mössingerstraße, Klagenfurt

Max Gangl (* 13. Juli 1946 in Mauthen) ist ein Kärntner Bildhauer, Maler, Graphiker und Designer.

## Leben
Gangl wuchs in Hermagor auf. Er studierte ab 1970 an der Universität für angewandte Kunst Wien bei Hans Knesl und Wander Bertoni. Fritz Wotruba hat ihn gefestigt, an sich zu glauben. Eine Ausstellungseröffnung in den USA durch Ronald Lauder eröffnete ihm erstmals gute Kontakte in Amerika. Er bewarb sich unter Geltungmachung seiner aristokratischen Herkunft beim britischen Königshaus und wurde auch beauftragt.
Sein Werk umfasst sowohl traditionelle als auch zeitgenössische Techniken und Stile.

## Auszeichnungen
Gangl wurde mehrfach ausgezeichnet, unter anderem mit dem Arbeitsstipendium des Landes Kärnten (1974), dem Theodor Körner Preis für Bildhauerei (1976) und dem Theodor Körner Preis für Graphik (1982). Gangl hat an zahlreichen internationalen Einzel- und Gruppenausstellungen in verschiedenen Ländern Europas und den USA (New York) teilgenommen.

„In früheren Arbeiten war es die Faszination für das Tier, den Stier und dessen Bewegung, Mythos und Urkraft, das Max Gangl eindrucksvoll wiedergab. Heute erleben wir lyrischere, stillere Malereien. Impressionen von Landschaften. Dieser Wandel ist auch ein Beleg für Veränderung, Weiterentwicklung“

Er lebt und arbeitet in Wien, Kärnten, Slowenien, Kroatien, der Toskana, der Schweiz, Berlin, Großbritannien, Spanien, der Provence und New York. Sein Renommee wird durch seinen Kontakt zu prominenten Persönlichkeiten wie Charles III. oder Arnold Schwarzenegger rezipiert.